# Nová Ves (Český Rudolec)
Nová Ves (německy Neudorf) je malá vesnice, část obce Český Rudolec v okrese Jindřichův Hradec v Jihočeském kraji. Nachází se asi tři kilometry jihovýchodně od Českého Rudolce. Prochází zde silnice II/409. Nová Ves leží v katastrálním území Dolní Bolíkov-Nová Ves o rozloze 3,8 km². Samostatné katastrální území vzniklo v roce 1960 odděleném osady Nová Ves od katastrálního území Dolní Bolíkov.

## Historie
První písemná zmínka o vesnici pochází z roku 1745. Kaple na návsi je z roku 1924.

## Obyvatelstvo
| Rok            | 1869 | 1880 | 1890 | 1900 | 1910 | 1921 | 1930 | 1950 | 1961 | 1970 | 1980 | 1991 | 2001 | 2011 | 2021 |
| -------------- | ---- | ---- | ---- | ---- | ---- | ---- | ---- | ---- | ---- | ---- | ---- | ---- | ---- | ---- | ---- |
| Počet obyvatel | 95   | 112  | 117  | 107  | 87   | 102  | 85   | 61   | 64   | 37   | 18   | 19   | 11   | 19   | 10   |
| Počet domů     | 20   | 20   | 20   | 20   | 20   | 20   | 18   | 15   | 11   | 11   | 8    | 17   | 18   | 18   | 18   |

## Obecní správa
Při sčítání lidu v letech 1850–1959 Nová Ves byla osadou obce Dolní Bolíkov v okrese Dačice. Od roku 1960 je částí obce Český Rudolec v okrese Jindřichův Hradec.

## Galerie

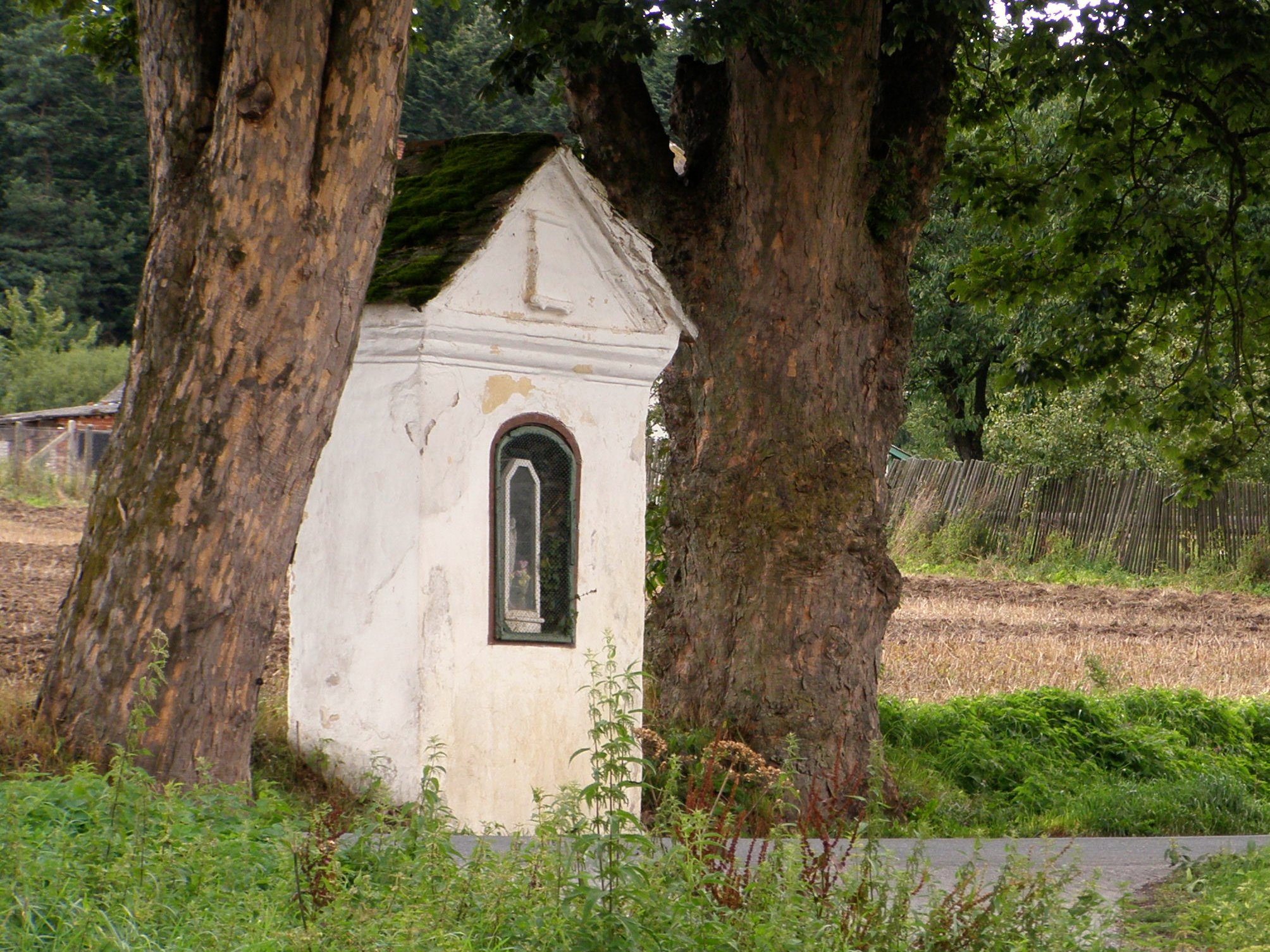
Kaple na jihu vesnice
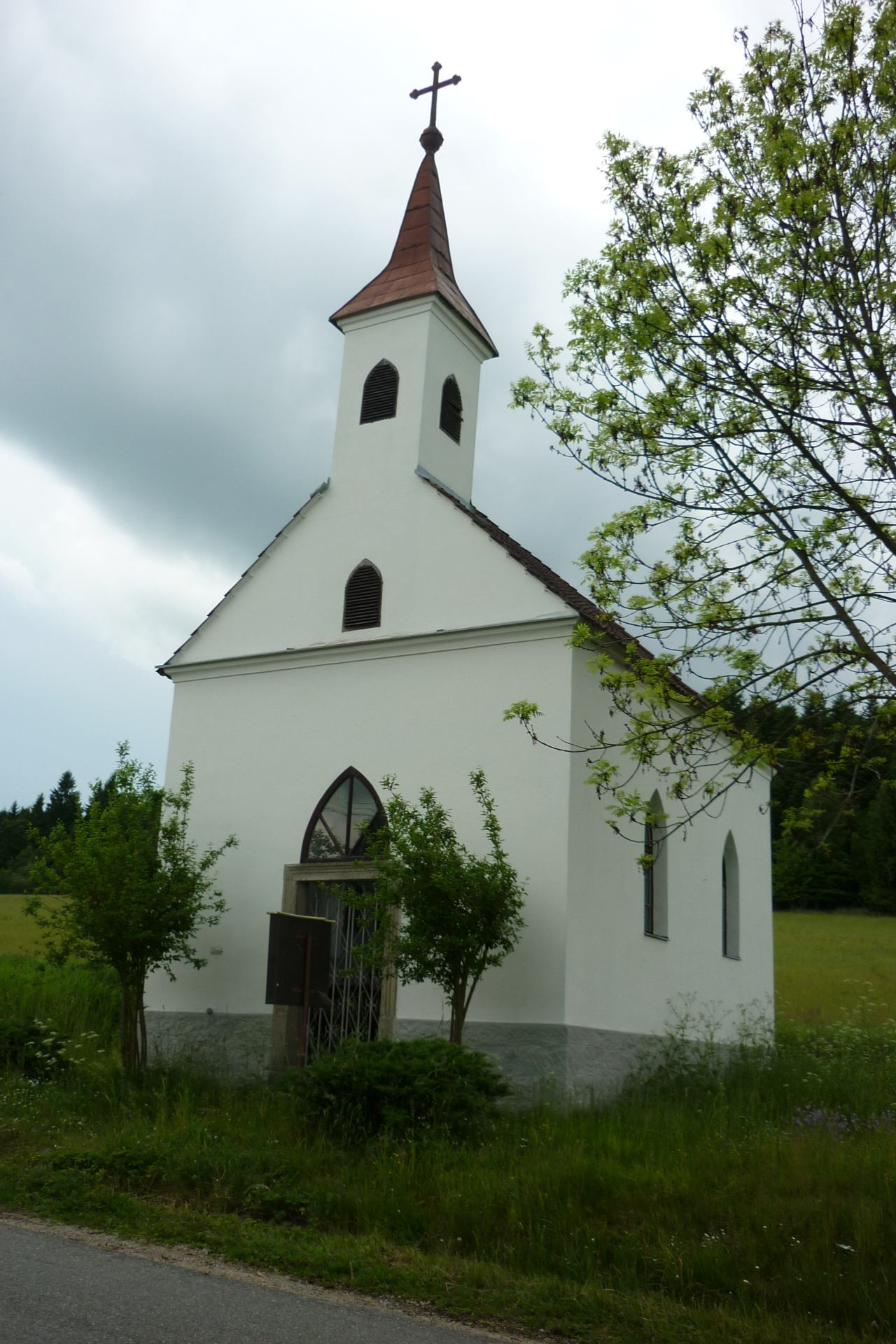
Kaplička ve vsi u silnice
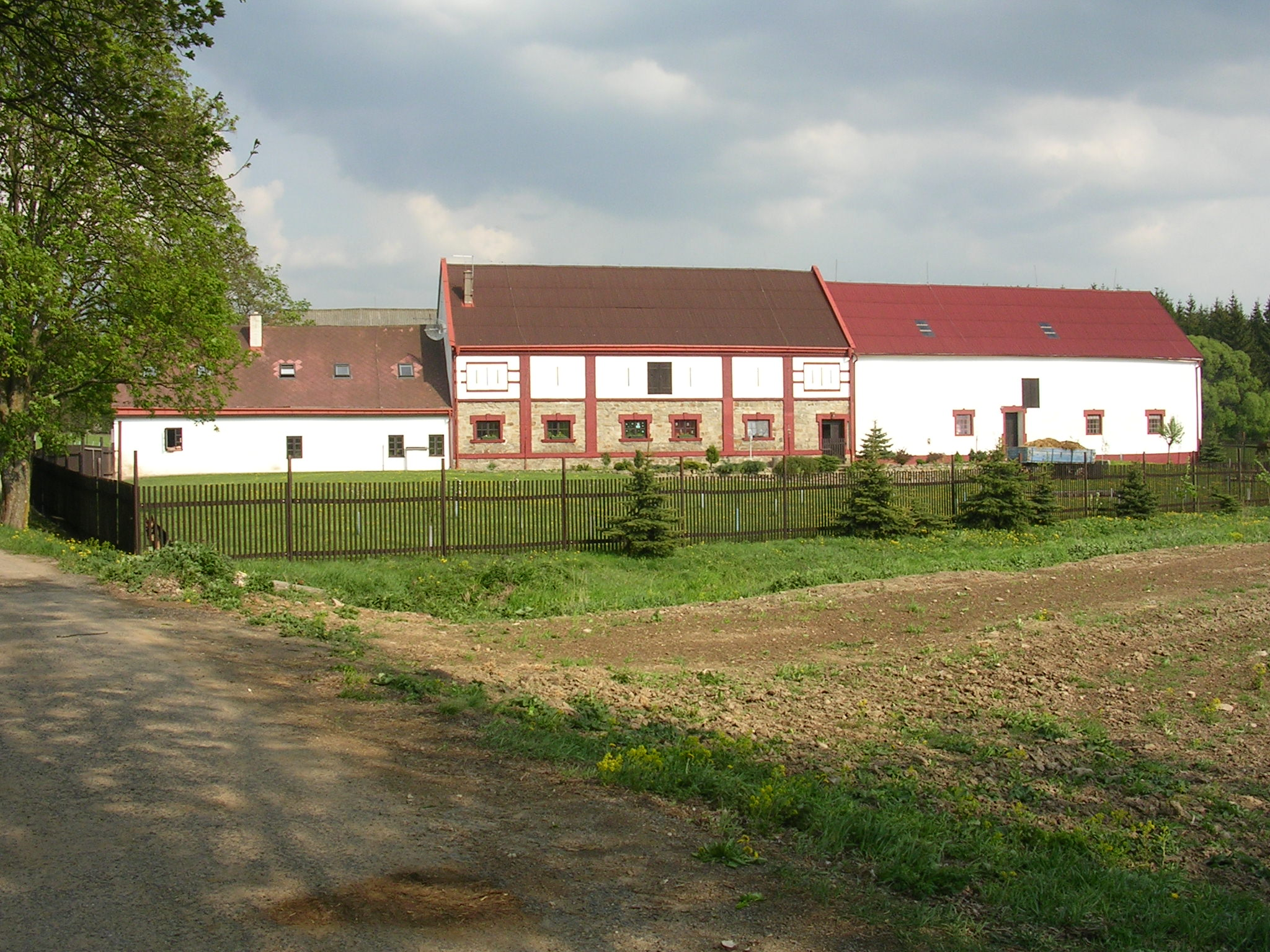
Statek na jihu vesnice
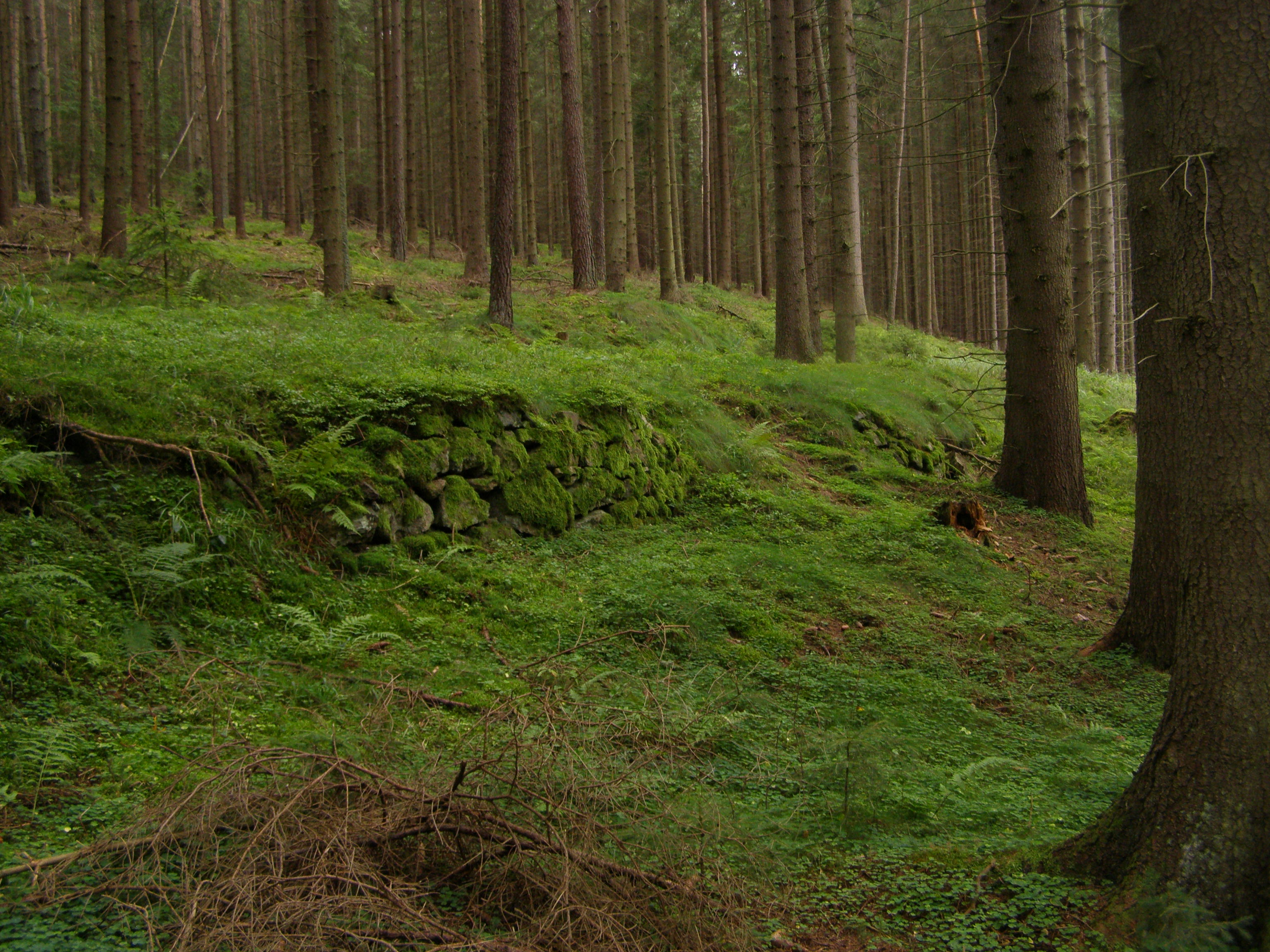
Zbytky náhonu vedoucího z Dolního Novoveského rybníka do bolíkovských železáren